# Galium tmoleum
Galium tmoleum är en måreväxtart som beskrevs av Pierre Edmond Boissier. Galium tmoleum ingår i släktet måror, och familjen måreväxter. Inga underarter finns listade i Catalogue of Life.